# Ниса-Лужицька

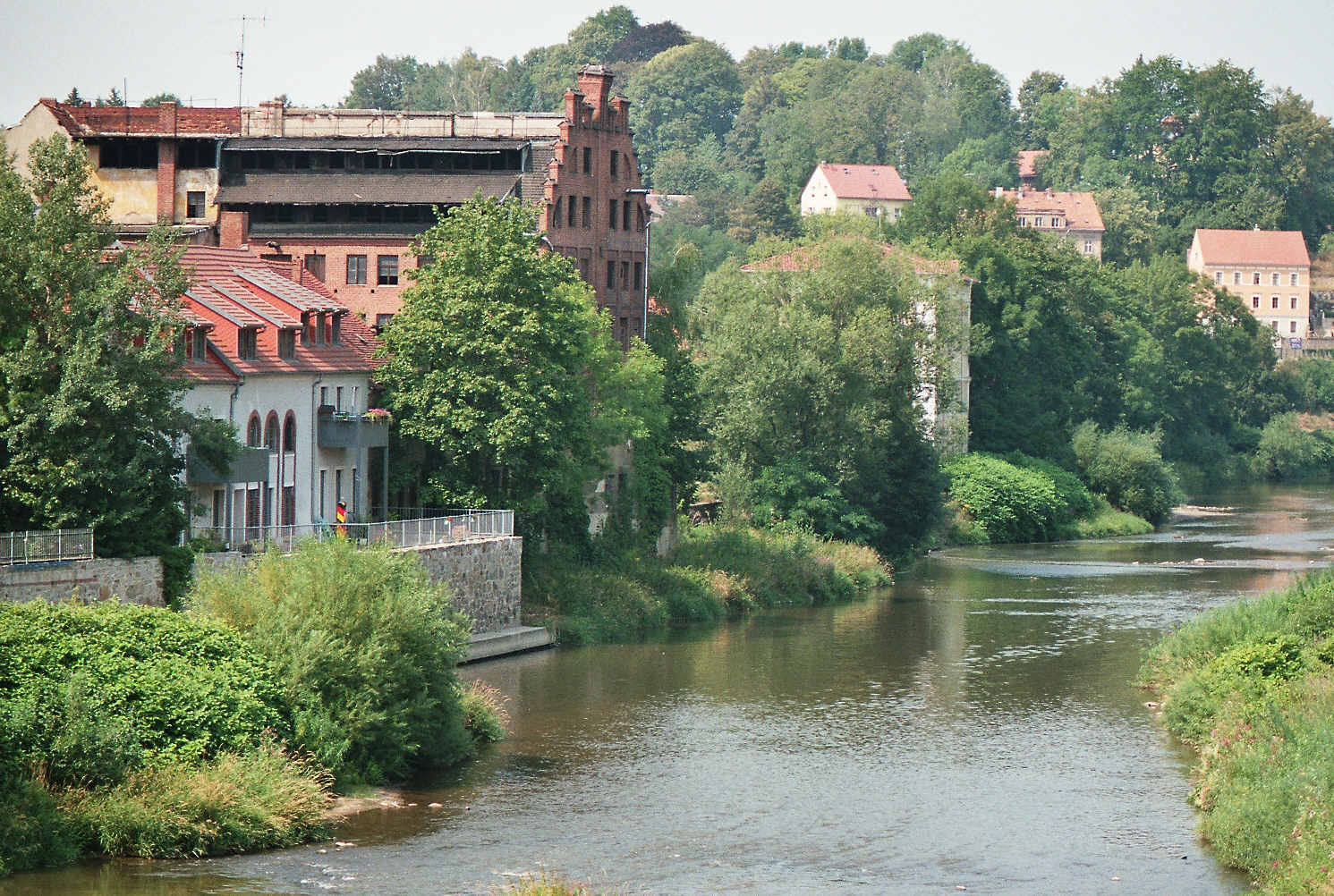
Ниса-Лужицька на кордоні між німецьким Герліцем і польським Згожельцем.

Ни́са-Лу́жицька (в Німеччині — Найсе, колишня Герліцька Ниса; чеськ. Lužická Nisa, пол. Nysa Łużycka, нім. Lausitzer Neiße, н.-луж. Łužyska Nysa, в.-луж. Łužiska Nysa) — річка в Чехії (54 км), Польщі та Німеччині (198 км вздовж польського-німецького кордону). Загальна довжина — 252 км. Притока Одри, в яку вона впадає поблизу Губіна. Джерело має в Їзерських горах поблизу Нової-Весі-над-Нисою. У 1945 році вона стала польським західним кордоном з Німеччиною, згідно з результатами Другої світової війни (див. Лінія Одер-Нейсе). Лужицька Ниса найвідоміша з трьох Нис (Лужицької, Шальоної та Клодзької), саме тому часто називається просто Нисою.

### Міста на річці
- Яблонець-над-Нисою, Чехія
- Вратиславице, Чехія
- Ліберець, Чехія
- Циттау, Німеччина
- Богатиня, Польща
- Герліц, Німеччина; Згожелець, Польща
- Пенськ, Польща
- Бад-Мускау, Німеччина; Ленкниця, Польща
- Форст, Німеччина
- Губен, Німеччина; Губін, Польща